# Dollymount

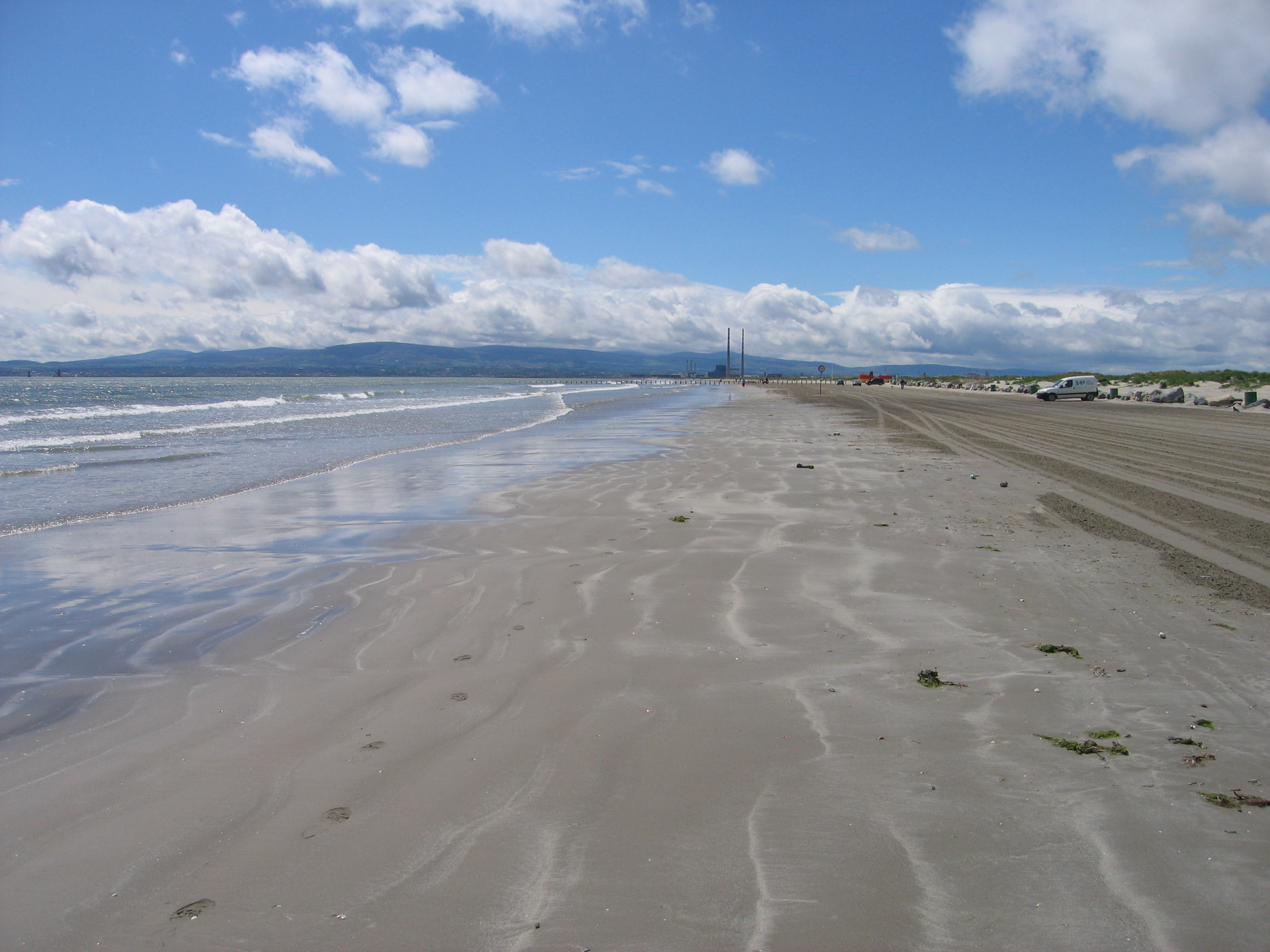
Plaża w Dollymount

Dollymount (irl. Cnocán Doirinne) – dzielnica Dublina w Irlandii. W Dollymount ok. 4 km na północ od Zatoki Dublińskiej znajduje się plaża Dollymount Strand o długości około 5 km. Jest ona popularnym miejscem puszczania latawców.